# Nico Brauner
Nico Brauner (* 1. November 1994 in Wiesbaden) ist ein deutscher Basketballspieler.

## Laufbahn
Brauner spielte vom Altersbereich U12 bis zur U20 in der Jugend des BC Wiesbaden, zudem gehörte er in der Saison 2010/11 zur U19-Mannschaft des ASC Theresianum Mainz in der Nachwuchs-Basketball-Bundesliga.  Er ging für ein Jahr als Austauschschüler in die Vereinigten Staaten und besuchte dort die Hemlock High School (Bundesstaat Michigan), an der er ebenfalls Basketball spielte. Nach seiner Deutschland-Rückkehr verstärkte der Spielmacher die Herrenmannschaft des ASC Theresianum Mainz in der Regionalliga (Saison 2013/14), im Spieljahr 2014/15 stand er im Aufgebot des Drittligisten TG Würzburg.
Brauner ging abermals nach Nordamerika und nahm ein Studium an der Cape Breton University in der kanadischen Provinz Neuschottland auf. In der Saison 2015/16 musste er aufgrund der Wechselbestimmungen aussetzen und kam in der Hochschulmannschaft deshalb nicht zum Einsatz, in der Saison 2016/17 fehlte er aufgrund eines Fußbruchs. Zur Saison 2017/18 wechselte Brauner innerhalb der Stadt Halifax an die Saint Mary’s University. Dort wurde er Stammspieler und stand bis 2019 bei 40 Einsätzen stets in der Anfangsaufstellung. Dabei verbuchte der Deutsche Mittelwerte von 12,4 Punkten, 5,3 Rebounds und 1,4 Ballgewinnen je Begegnung, zudem bereitete er pro Partie im Durchschnitt 3,8 Korberfolge seiner Nebenleute vor. Als Anerkennung für seine im Spieljahr 2018/19 erbrachten Leistungen wurde Brauner in die Mannschaft des Jahres der Spielklasse Atlantic University Sport berufen.
In der Sommerpause 2019 unterschrieb Brauner einen Vertrag beim VfL Kirchheim in der 2. Bundesliga ProA. Mit Kirchheim verfehlte er in der Saison 2020/21 knapp den Einzug in die ProA-Endspiele, er erzielte im Verlauf des Spieljahres in 24 Einsätzen im Mittel 10,3 Punkte und sorgte je Begegnung für durchschnittlich 2,3 Vorlagen, die Mitspieler zu Korberfolgen nutzten. Im Sommer 2021 wechselte Brauner innerhalb der zweiten Liga zu Science City Jena. Mit Jena erreichte er 2022 das Zweitligahalbfinale, zur Saison 2022/23 schloss er sich dem Bundesliga-Absteiger Gießen 46ers an.
Mit seinem Wechsel zu den Hamburg Towers im Sommer 2023 gelang Brauner der Sprung in die Basketball-Bundesliga. Er bestritt 34 Bundesliga-Spiele für die Hamburger, in denen er im Durchschnitt 2,7 Punkte erzielte. Im Mai 2024 gab Brauner das Ende seiner Spielerlaufbahn bekannt. Zweitligist Gießen vermeldete im Januar 2025 Brauners Rückkehr. Dabei wurde durch Brauner betont, dass das Ende seiner Spielerlaufbahn bestehen bleibt und es sich nur um eine vorübergehende Rückkehr zum Basketball handelt.